# MFC Kremin Kremenchuk
El MFC Kremin Kremenchuk (en ucraniano: MФК Кремінь Кременчук) es un equipo de fútbol de Ucrania que juega en la Persha Liha, la segunda división de fútbol en el país.

## Historia

### Primeros años
Fue fundado en el año 1959 en la ciudad de Kremenchuk con el nombre Dnipro Kremenchuk por la fábrica de equipos para carreteras Kredmash y formó parte de la Segunda Liga Soviética por 10 temporadas y también jugó en la Primera Liga Soviética hasta que el club desapareció en 1970.
El club es refundado en 1985 con la fusión de los equipos Naftovyk Kremenchuk y SC KrAZ con el nombre Kremin Kremenchuk, el cual ganó la liga aficionada de la Unión Soviética en 1988 y logra retornar a la Segunda Liga Soviética hasta la desaparición de la Unión Soviética en 1991.

### Independencia de Ucrania
Tras la independencia de Ucrania en 1991, el club se convierte en uno de los equipos fundadores de la Liga Premier de Ucrania en 1992, donde termina en séptimo lugar de grupo A en su temporada inaugural.
El club milita en la máxima categoría hasta que desciende en la temporada 1996/97 al terminar en el lugar 15 entre 16 equipos, descendiendo dos años después a la Druha Liha y desaparece nuevamente.

### Segunda Refundación
En 2003 las autoridades de la ciudad de Kremenchuk deciden refundar al club como participantes de la liga regional, y en el año 2006 adoptan su nombre actual y consiguen regresar a la Druha Liha para la temporada 2006/07.

## Palmarés
- Liga Aficionada de la Unión Soviética: 1

1988
- Poltava Oblast Cup: 1

2004
- Poltava Oblast Champions: 2

2004, 2005

## Entrenadores
- Vitaly Dmitrenko (1989-91)